# Thisbe rupestre
Thisbe rupestre is een vlindersoort uit de familie van de prachtvlinders (Riodinidae), onderfamilie Riodininae.
Thisbe rupestre werd in 2001 beschreven door Callaghan.